# Národní síň
Národní síň (angl. Narodni Sin, také Czech National Hall) je společenská budova československých imigrantů. Nachází ve městě Edwardsville v americkém státě Illinois. Byla postavena v roce 1906 za použití fondů které poskytla organizace Czechoslovak Protective Society poté, co kapacitně nestačila původní společenská budova. Dům sloužil ke kulturním, společenským a sportovním událostem. V roce 1971 ji prodali stavitelově vnučce, která budovu zrenovovala a pronajala pro komerční využití.
Od roku 2002 je americkou Národní kulturní památkou.